# Tubulipora bocki
Tubulipora bocki är en mossdjursart som beskrevs av John Borg 1944. Tubulipora bocki ingår i släktet Tubulipora och familjen Tubuliporidae. Inga underarter finns listade i Catalogue of Life.